# Alanyaspor
El Alanyaspor es un club de fútbol turco, de la ciudad de Alanya. Fue fundado en 1948 y juega en Superliga de Turquía.

## Datos del club
- Superliga : 4 temporadas

(2016-actualidad)
- 1. Liga : 11 temporadas

(1988-1997, 2014-2016)
- Liga 2: 10 temporadas

(2004-2014).
- Tercera Liga : 11 temporadas

(1984-1988, 1997-2004)
- Liga amateur : 36 temporadas

(1948-1984)

## Estadio
El Alanyaspor juega sus partidos en el Alanya Oba con una capacidad de 15,000 espectadores.

## Participación en competiciones de la UEFA
| Temporada | Torneo      | Ronda         | Club      | Casa | Visita | Global |
| --------- | ----------- | ------------- | --------- | ---- | ------ | ------ |
| 2020-21   | Liga Europa | Tercera ronda | Rosenborg | –    | 0–1    | 0–1    |

## Palmarés
- TFF Tercera División (2):  1987-1988, 2003-2004

### Otros logros
- TFF Primera División:
  - Ascenso a Superliga por play-off (1): 2015-2016.

- TFF Segunda División:
  - Ascenso por play-off (1):  2013-2014.